# Clásico Chilango

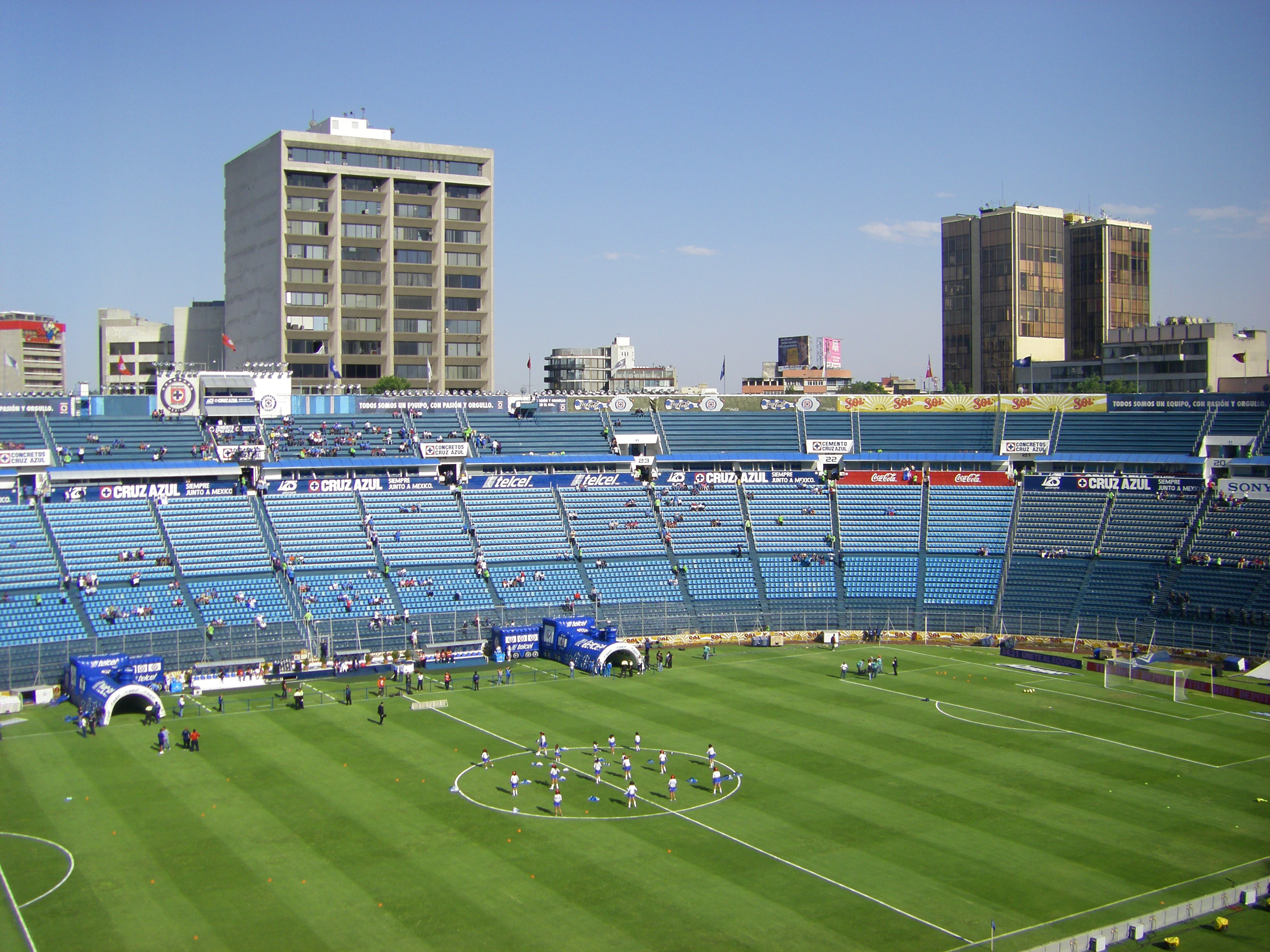
Das 1947 errichtete Estadio Ciudad de los Deportes war von 1996 bis 2018 Heimspielstätte von Cruz Azul und ist seither als Estadio Azul bekannt.

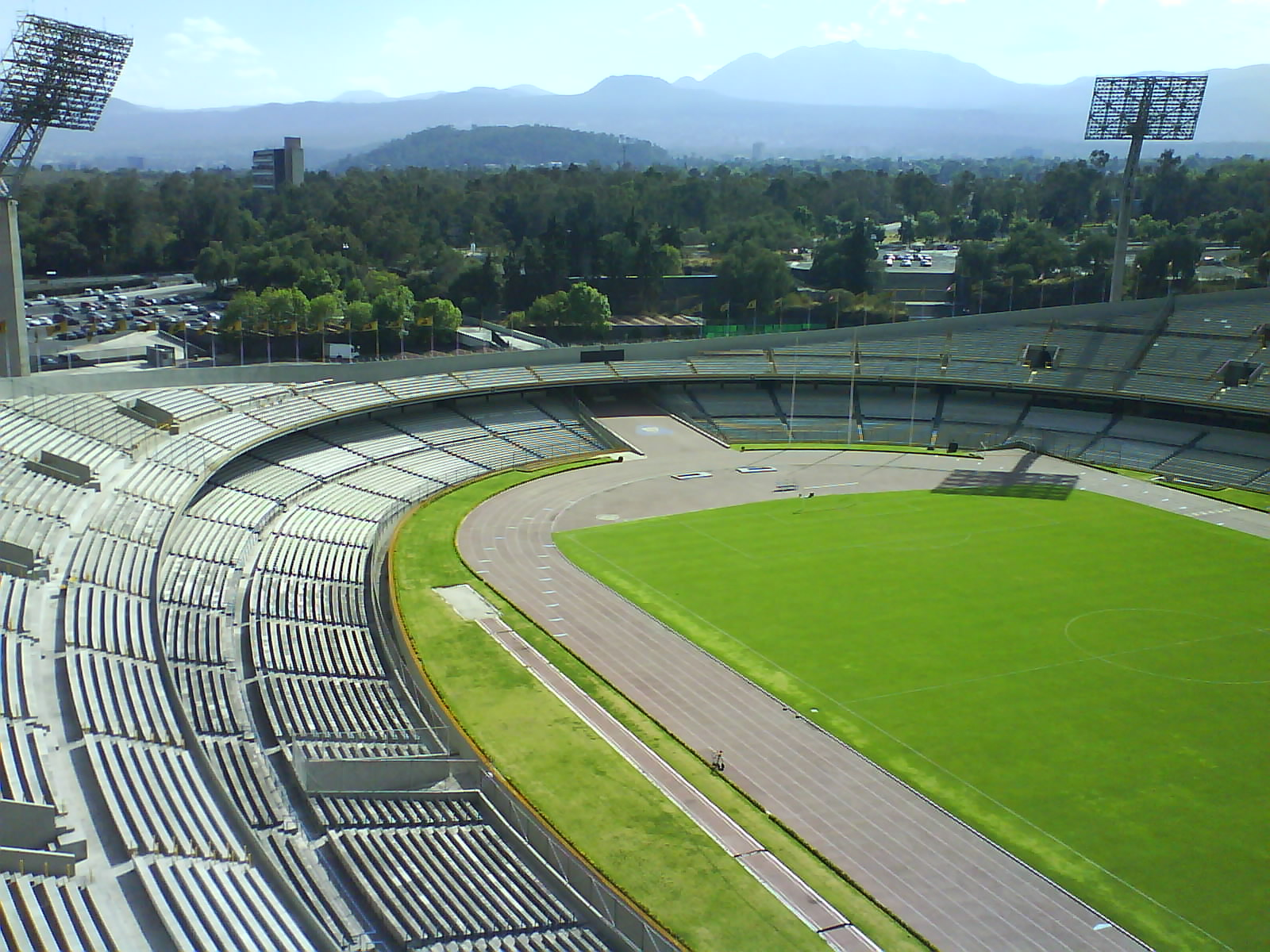
Das 1952 errichtete Estadio Olímpico Universitario war Austragungsort der olympischen Sommerspiele von 1968 und ist Heimspielstätte der Pumas.

Clásico Chilango ist die Bezeichnung für das Stadtderby zwischen Cruz Azul und dem Club Universidad Nacional, die beide zu den drei populärsten Vereinen von Mexiko-Stadt und zu den vier populärsten Vereinen von Mexiko zählen. Während UNAM in der Popularitätsskala der Hauptstädter (hinter dem Club América) auf Rang zwei vor Cruz Azul rangieren dürfte, hat Cruz Azul offensichtlich außerhalb der Hauptstadt mehr Fans als die Pumas und genießt besonders im Südosten des Landes eine hohe Popularität.
Der 1927 von Arbeitern einer Zementfabrik im Städtchen Jasso gegründete Club Deportivo Social y Cultural Cruz Azul ist traditionell vor allem in der Arbeiterklasse und den ärmeren Schichten verankert, während der 1954 aus einer der größten Universitäten Lateinamerikas hervorgegangene Club Universidad Nacional vor allem im Bildungsbürgertum verwurzelt ist.

## Alle Ligabegegnungen
Die folgende Tabelle listet alle Ligaspiele, in denen die beiden Mannschaften aufeinander trafen, in chronologischer Reihenfolge auf. Der Sieger ist immer in Fettdruck ausgewiesen.
| Saison  | Heimmannschaft | Auswärtsmannschaft | Ergebnis |
| ------- | -------------- | ------------------ | -------- |
| 1964/65 | Cruz Azul      | UNAM Pumas         | 2:1      |
| 1964/65 | UNAM Pumas     | Cruz Azul          | 2:1      |
| 1965/66 | Cruz Azul      | UNAM Pumas         | 1:1      |
| 1965/66 | UNAM Pumas     | Cruz Azul          | 4:1      |
| 1966/67 | UNAM Pumas     | Cruz Azul          | 4:2      |
| 1966/67 | Cruz Azul      | UNAM Pumas         | 4:1      |
| 1967/68 | Cruz Azul      | UNAM Pumas         | 2:1      |
| 1967/68 | UNAM Pumas     | Cruz Azul          | 4:1      |
| 1968/69 | UNAM Pumas     | Cruz Azul          | 4:1      |
| 1968/69 | Cruz Azul      | UNAM Pumas         | 1:0      |
| 1969/70 | Cruz Azul      | UNAM Pumas         | 1:1      |
| 1969/70 | UNAM Pumas     | Cruz Azul          | 0:0      |
| 1970/71 | UNAM Pumas     | Cruz Azul          | 2:0      |
| 1970/71 | Cruz Azul      | UNAM Pumas         | 1:1      |
| 1971/72 | Cruz Azul      | UNAM Pumas         | 1:0      |
| 1971/72 | UNAM Pumas     | Cruz Azul          | 1:3      |
| 1972/73 | Cruz Azul      | UNAM Pumas         | 2:1      |
| 1972/73 | UNAM Pumas     | Cruz Azul          | 1:0      |
| 1973/74 | Cruz Azul      | UNAM Pumas         | 2:2      |
| 1973/74 | UNAM Pumas     | Cruz Azul          | 0:2      |
| 1974/75 | UNAM Pumas     | Cruz Azul          | 1:1      |
| 1974/75 | Cruz Azul      | UNAM Pumas         | 1:1      |
| 1975/76 | Cruz Azul      | UNAM Pumas         | 0:0      |
| 1975/76 | UNAM Pumas     | Cruz Azul          | 0:2      |
| 1976/77 | Cruz Azul      | UNAM Pumas         | 0:0      |
| 1976/77 | UNAM Pumas     | Cruz Azul          | 0:0      |
| 1977/78 | UNAM Pumas     | Cruz Azul          | 1:3      |
| 1977/78 | Cruz Azul      | UNAM Pumas         | 6:3      |
| 1978/79 | UNAM Pumas     | Cruz Azul          | 1:1      |
| 1978/79 | Cruz Azul      | UNAM Pumas         | 4:1      |
| 1979/80 | Cruz Azul      | UNAM Pumas         | 0:0      |
| 1979/80 | UNAM Pumas     | Cruz Azul          | 1:3      |
| 1980/81 | UNAM Pumas     | Cruz Azul          | 2:2      |
| 1980/81 | Cruz Azul      | UNAM Pumas         | 1:1      |
| 1981/82 | UNAM Pumas     | Cruz Azul          | 1:0      |
| 1981/82 | Cruz Azul      | UNAM Pumas         | 2:1      |
| 1982/83 | UNAM Pumas     | Cruz Azul          | 1:0      |
| 1982/83 | Cruz Azul      | UNAM Pumas         | 2:1      |
| 1983/84 | Cruz Azul      | UNAM Pumas         | 0:0      |
| 1983/84 | UNAM Pumas     | Cruz Azul          | 0:0      |
| 1984/85 | Cruz Azul      | UNAM Pumas         | 1:1      |
| 1984/85 | UNAM Pumas     | Cruz Azul          | 3:2      |
| 1985/86 | Cruz Azul      | UNAM Pumas         | 1:2      |
| 1985/86 | UNAM Pumas     | Cruz Azul          | 0:2      |
| 1986/87 | UNAM Pumas     | Cruz Azul          | 1:2      |
| 1986/87 | Cruz Azul      | UNAM Pumas         | 1:0      |
| 1987/88 | Cruz Azul      | UNAM Pumas         | 1:1      |
| 1987/88 | UNAM Pumas     | Cruz Azul          | 1:2      |
| 1988/89 | UNAM Pumas     | Cruz Azul          | 1:2      |
| 1988/89 | Cruz Azul      | UNAM Pumas         | 1:0      |
| 1989/90 | Cruz Azul      | UNAM Pumas         | 0:4      |
| 1989/90 | UNAM Pumas     | Cruz Azul          | 4:1      |
| 1990/91 | Cruz Azul      | UNAM Pumas         | 1:2      |
| 1990/91 | UNAM Pumas     | Cruz Azul          | 1:0      |
| 1991/92 | Cruz Azul      | UNAM Pumas         | 1:2      |
| 1991/92 | UNAM Pumas     | Cruz Azul          | 2:2      |
| 1992/93 | Cruz Azul      | UNAM Pumas         | 2:0      |
| 1992/93 | UNAM Pumas     | Cruz Azul          | 1:0      |
| 1993/94 | Cruz Azul      | UNAM Pumas         | 4:0      |
| 1993/94 | UNAM Pumas     | Cruz Azul          | 1:2      |
| 1994/95 | Cruz Azul      | UNAM Pumas         | 0:1      |
| 1994/95 | UNAM Pumas     | Cruz Azul          | 2:1      |
| 1995/96 | Cruz Azul      | UNAM Pumas         | 1:2      |
| 1995/96 | UNAM Pumas     | Cruz Azul          | 2:1      |
| 1996/97 | UNAM Pumas     | Cruz Azul          | 1:2      |
| 1996/97 | Cruz Azul      | UNAM Pumas         | 0:1      |
| 1997/98 | UNAM Pumas     | Cruz Azul          | 2:2      |
| 1997/98 | Cruz Azul      | UNAM Pumas         | 2:2      |
| 1998/99 | Cruz Azul      | UNAM Pumas         | 0:0      |
| 1998/99 | UNAM Pumas     | Cruz Azul          | 1:01     |
| 1999/00 | Cruz Azul      | UNAM Pumas         | 0:0      |
| 1999/00 | UNAM Pumas     | Cruz Azul          | 1:3      |
| 2000/01 | Cruz Azul      | UNAM Pumas         | 3:1      |
| 2000/01 | UNAM Pumas     | Cruz Azul          | 0:0      |
| 2001/02 | Cruz Azul      | UNAM Pumas         | 1:0      |
| 2001/02 | UNAM Pumas     | Cruz Azul          | 0:0      |
| 2002/03 | UNAM Pumas     | Cruz Azul          | 2:2      |
| 2002/03 | Cruz Azul      | UNAM Pumas         | 2:0      |
| 2003/04 | UNAM Pumas     | Cruz Azul          | 2:1      |
| 2003/04 | Cruz Azul      | UNAM Pumas         | 2:0      |
| 2004/05 | UNAM Pumas     | Cruz Azul          | 1:3      |
| 2004/05 | Cruz Azul      | UNAM Pumas         | 2:2      |
| 2005/06 | UNAM Pumas     | Cruz Azul          | 0:5      |
| 2005/06 | Cruz Azul      | UNAM Pumas         | 3:1      |
| 2006/07 | Cruz Azul      | UNAM Pumas         | 0:1      |
| 2006/07 | UNAM Pumas     | Cruz Azul          | 0:1      |
| 2007/08 | UNAM Pumas     | Cruz Azul          | 1:2      |
| 2007/08 | Cruz Azul      | UNAM Pumas         | 2:1      |
| 2008/09 | UNAM Pumas     | Cruz Azul          | 0:2      |
| 2008/09 | Cruz Azul      | UNAM Pumas         | 2:3      |
| 2009/10 | UNAM Pumas     | Cruz Azul          | 0:3      |
| 2009/10 | Cruz Azul      | UNAM Pumas         | 0:0      |
| 2010/11 | UNAM Pumas     | Cruz Azul          | 2:0      |
| 2010/11 | Cruz Azul      | UNAM Pumas         | 3:3      |
| 2011/12 | UNAM Pumas     | Cruz Azul          | 1:2      |
| 2011/12 | Cruz Azul      | UNAM Pumas         | 1:1      |
| 2012/13 | UNAM Pumas     | Cruz Azul          | 0:1      |
| 2012/13 | Cruz Azul      | UNAM Pumas         | 1:1      |
| 2013/14 | UNAM Pumas     | Cruz Azul          | 2:2      |
| 2013/14 | Cruz Azul      | UNAM Pumas         | 2:1      |
| 2014/15 | Cruz Azul      | UNAM Pumas         | 0:2      |
| 2014/15 | UNAM Pumas     | Cruz Azul          | 0:1      |
| 2015/16 | Cruz Azul      | UNAM Pumas         | 2:1      |
| 2015/16 | UNAM Pumas     | Cruz Azul          | 2:2      |
| 2016/17 | Cruz Azul      | UNAM Pumas         | 0:0      |
| 2016/17 | UNAM Pumas     | Cruz Azul          | 1:0      |
| 2017/18 | UNAM Pumas     | Cruz Azul          | 1:41     |
| 2017/18 | Cruz Azul      | UNAM Pumas         | 1:1      |
| 2018/19 | UNAM Pumas     | Cruz Azul          | 1:2      |
| 2018/19 | Cruz Azul      | UNAM Pumas         | 2:1      |
| 2019/20 | UNAM Pumas     | Cruz Azul          | 1:12     |
| 2020/21 | Cruz Azul      | UNAM Pumas         | 1:2      |
| 2020/21 | UNAM Pumas     | Cruz Azul          | 0:1      |
| 2021/22 | UNAM Pumas     | Cruz Azul          | 4:3      |
| 2021/22 | Cruz Azul      | UNAM Pumas         | 2:1      |
| 2022/23 | UNAM Pumas     | Cruz Azul          | 1:2      |
| 2022/23 | Cruz Azul      | UNAM Pumas         | 1:0      |
| 2023/24 | Cruz Azul      | UNAM Pumas         | 1:4      |
| 2023/24 | UNAM Pumas     | Cruz Azul          | 0:0      |

1 Diese Spiele wurden in Santiago de Querétaro ausgetragen.

2 Wegen des vorzeitigen Saisonabbruchs aufgrund der COVID-19-Pandemie fand 2019/20 nur eine Begegnung statt.

3 Der Vollständigkeit halber sei darauf hingewiesen, dass es im Sonderturnier México 70 zu keiner Begegnung zwischen Cruz Azul und UNAM kam.

## Alle Play-off-Begegnungen
Die folgende Tabelle listet alle Play-off-Begegnungen, in denen die beiden Mannschaften aufeinander trafen, in chronologischer Reihenfolge auf. Der Sieger einer jeweiligen Begegnung ist immer in Fettdruck ausgewiesen.
Insgesamt zehnmal standen sich beide Mannschaften in der im Anschluss an die eigentliche Saison stattfindende K.O.-Runde gegenüber. Sechsmal setzte sich UNAM durch, viermal ging Cruz Azul aus diesem Duell als Sieger hervor. Höhepunkte dieser Duelle waren die Finalspiele 1979 und 1981. Aus der ersten Finalbegegnung ging Cruz Azul als Meister hervor, im zweiten Fall gewann UNAM den Titel.
| Saison      | Heimmannschaft | Auswärtsmannschaft | Ergebnis |
| ----------- | -------------- | ------------------ | -------- |
| 1976/77 1   | Cruz Azul      | UNAM Pumas         | 1:2      |
| 1976/77 1   | UNAM Pumas     | Cruz Azul          | 0:2      |
| 1978/79 2   | UNAM Pumas     | Cruz Azul          | 0:0      |
| 1978/79 2   | Cruz Azul      | UNAM Pumas         | 2:0      |
| 1980/81 2   | Cruz Azul      | UNAM Pumas         | 1:0      |
| 1980/81 2   | UNAM Pumas     | Cruz Azul          | 4:1      |
| 1988/89 3   | Cruz Azul      | UNAM Pumas         | 1:0      |
| 1988/89 3   | UNAM Pumas     | Cruz Azul          | 4:1      |
| 1994/95     | UNAM Pumas     | Cruz Azul          | 1:0      |
| 1994/95     | Cruz Azul 4    | UNAM Pumas         | 1:0      |
| Invierno 98 | UNAM Pumas     | Cruz Azul          | 3:2      |
| Invierno 98 | Cruz Azul      | UNAM Pumas         | 1:1      |
| Apertura 02 | Cruz Azul      | UNAM Pumas         | 0:0      |
| Apertura 02 | UNAM Pumas     | Cruz Azul          | 3:2      |
| Clausura 04 | Cruz Azul      | UNAM Pumas         | 0:0      |
| Clausura 04 | UNAM Pumas     | Cruz Azul          | 3:2      |
| Apertura 08 | Cruz Azul      | UNAM               | 0:0      |
| Apertura 08 | UNAM Pumas     | Cruz Azul          | 1:3      |
| Apertura 10 | UNAM Pumas     | Cruz Azul          | 1:2      |
| Apertura 10 | Cruz Azul      | UNAM Pumas         | 0:2      |
| Apertura 22 | Cruz Azul      | UNAM Pumas         | 4:0      |
| Apertura 22 | UNAM Pumas 5   | Cruz Azul          | 4:0      |

1 Gruppenspiele. UNAM wurde Gruppensieger vor Cruz Azul.

2 Meisterschaftsfinale

3 Gruppenspiele. Cruz Azul gewann die Gruppe, UNAM wurde Dritter.

4 Cruz Azul qualifizierte sich für das Halbfinale aufgrund der besseren Platzierung in der regulären Punktspielrunde.

5 UNAM Pumas qualifizierte sich für die Finalspiele aufgrund der besseren Platzierung in der regulären Punktspielrunde.

Ticket zum Derby vom 22. Dezember 1989, in dem die Pumas mit 4:0 ihren höchsten Sieg in der Geschichte des Clásico Chilango erzielten.

## Höchste Ergebnisse
- Meiste Tore: Cruz Azul vs UNAM Pumas 6:3 (Punktspielrunde 1977/78)
- Höchster Sieg von Cruz Azul: UNAM Pumas vs Cruz Azul 0:5 (Punktspielrunde 2005/06)
- Höchster Sieg der Pumas: Cruz Azul vs UNAM Pumas 0:4 (Punktspielrunde 1989/90)

## Derbystatistik
Die Statistik befindet sich auf dem Stand Saisonende 2019/20:
| Wettbewerb       | Spiele | Siege Cruz Azul | Remis | Siege U.N.A.M. | Torverhältnis Cruz Azul : U.N.A.M. |
| ---------------- | ------ | --------------- | ----- | -------------- | ---------------------------------- |
| Primera División | 111    | 46              | 35    | 30             | 161 : 124                          |
| Liguilla         | 020    | 07              | 05    | 08             | 022 : 025                          |
| GESAMT 1         | 131    | 53              | 40    | 38             | 183 : 149                          |

1 Berücksichtigt wurden nur Punktspiele und Play-off-Begegnungen.